# Quaesitosaurus
Quaesitosaurus (do latim, "lagarto estranho") foi uma espécie de dinossauro herbívoro e quadrúpede, que viveu durante o período Cretáceo, na região onde hoje é a Mongólia.
Sabe-se muito pouco sobre este dinossauro, pois somente seu crânio foi encontrado; por causa da semelhança deste com os crânios de diplodocídeos foi classificado nesta família. Estima-se que tivesse 23 metros de comprimento e pesasse 30 toneladas.
Seu esqueleto provavelmente era unido por fortes hastes ósseas. Sua cauda devia ser usada como um chicote para se defender contra predadores. Alimentava-se dos ramos de altas árvores do Cretáceo.